# 8-ма кавалерійська дивізія СС «Флоріан Гайєр»
8-ма Кавалерійська Дивізія СС «Флоріан Гайєр» — кавалерійська дивізія у складі військ Ваффен-СС, що брала участь у бойових діях на Східному фронті під час Другої світової війни.

## Формування
Створена 1 червня 1942 року на полігоні СС Дебіца. До кінця серпня налічувала три кавалерійські та один артилерійський полки, а також ряд допоміжних частин і служб забезпечення. Дивізію названо на честь німецького лицаря часів Селянської війни 1522—1525 років Флоріана Гайєра фон Гейсберга.
З листопада 1942 до квітня 1943 року дивізія була у складі 9-ї армії в районі Ржевського виступу.
9 травня 1943 року дивізія була передислокована на територію Полісся та Волині для участі в антипартизанських операціях. Активно брала участь у боротьбі проти УПА.
З вересня 1943 року 8-ма кавалерійська дивізія СС «Флоріан Гайєр» передана в розпорядження 8-ї армії. В районі Харкова, а потім Кременчука та Кропивницького, її знову використовували в антипартизанських акціях.
Наприкінці 1943 року частини дивізії були виведені з фронту та відправлені в Хорватію для відновлення.
Навесні 1945 року дивізія у складі 6-ї армії брала участь в обороні Будапешта, де її майже повністю знищили. Її залишки пішли на формування 33-ї кавалерійської дивізії.

## Командири дивізії
- Оберштурмбаннфюрер СС Густав Ломбард (березень 1942 — квітень 1942)
- Штандартенфюрер СС Германн Фегелейн (квітень 1942 — серпень 1942)
- Бригадефюрер СС та Генерал-майор Ваффен-СС Вільгельм Біттріх (серпень 1942 — 15 лютого 1943)
- Штандартенфюрер СС Фріц Фрайтаґ (15 лютого 1943 — 20 квітня 1943)
- Штандартенфюрер СС Густав Ломбард (20 квітня 1943 — 14 травня 1943)
- Бригадефюрер СС та Генерал-майор Ваффен-СС Германн Фегелейн (14 травня 1943 — 13 вересня 1943)
- Штандартенфюрер СС Бруно Штреккенбах (13 вересня 1943 — 22 жовтня 1943)
- Бригадефюрер СС та Генерал-майор Ваффен-СС Германн Фегелейн (22 жовтня 1943 — 1 січня 1944)
- Оберфюрер СС Бруно Штреккенбах (1 січня 1944 — 14 квітня 1944)
- Оберфюрер СС Густав Ломбард (14 квітня 1944 — 1 липня 1944)
- Бригадефюрер СС та Генерал-майор Ваффен-СС Йоахім Румор (1 липня 1944 — 11 лютого 1945)

## Склад дивізії
- 15-й Кавалерійський Полк СС
- 16-й Кавалерійський Полк СС
- 17-й Кавалерійський Полк СС
- 18-й Кавалерійський Полк СС
- 8-й Артилерійський Полк СС
- 8-й Розвідувальний Батальйон СС
- 8-й Протитанковий Батальйон СС
- 8-й Батальйон Штурмових гармат СС
- 8-й Зенітний Батальйон СС
- 8-й Саперний Батальйон СС
- 8-й Батальйон зв'язку СС
- 8-й Резервний Батальйон СС
- 8-й Санітарний Батальйон СС

## Нагороджені Лицарським хрестом Залізного хреста

### Лицарський хрест Залізного хреста (22)
- Август Цеендер — оберштурмбаннфюрер СС, командир 1-го кавалерійського полку СС «Флоріан Гайєр» (10 березня 1943)
- Йоганнес Гелер — оберштурмфюрер СС, командир 4-го ескадрону 15-го кавалерійського полку СС (17 вересня 1943)
- Альфред Новак — обершарфюрер СС, командир взводу 3-го ескадрону 1-го кінного полку СС (1 листопада 1943)
- Вальдемар Фегеляйн — штурмбаннфюрер СС, командир 2-го кавалерійського полку СС (16 грудня 1943)
- Ганс Діргартен — штурмбаннфюрер СС, 1-й офіцер Генштабу штабу дивізії (16 січня 1944)
- Йоахім Румор — оберштурмбаннфюрер СС, командир 8-го артилерійського полку СС (16 січня 1944)
- Отто Кірхнер — унтерштурмфюрер СС, командир штабного ескадрону 16-го кавалерійського полку СС (21 квітня 1944)
- Макс Шахнер — оберштурмфюрер резерву СС, командир 2-ї батареї 8-го протитанкового дивізіону СС (14 травня 1944)
- Альберт Клетт — оберштурмфюрер резерву СС, командир 6-го ескадрону 15-го кавалерійського полку СС (16 жовтня 1944)
- Пауль Райссманн — обершарфюрер СС, виконувач обов'язків командира 4-го ескадрону 17-го кавалерійського полку СС (16 листопада 1944, посмертно)
- Вальтер Дрекслер — штурмбаннфюрер СС, командир 8-го розвідувального батальйону СС (11 грудня 1944)
- Антон Фандікен — гауптштурмфюрер резерву СС, командир 6-го ескадрону 15-го кавалерійського полку СС (26 грудня 1944)
- Фрідріх Бук — обершарфюрер СС, командир 5-го ескадрону 15-го кавалерійського полку СС (27 січня 1945)
- Густав Вендрінскі — обершарфюрер СС, командир взводу 1-ї батареї 8-го протитанкового дивізіону СС (27 січня 1945)
- Освальд Краусс — штурмбаннфюрер СС, командир 15-го кавалерійського полку СС (27 січня 1945)
- Ганс фон Шак — майор, командир 16-го кавалерійського полку СС (27 січня 1945)
- Зігфрід Корт — оберштурмфюрер СС, командир 3-го ескадрону 18-го кавалерійського полку СС (9 лютого 1945)
- Франц Лібіш — оберштурмфюрер резерву СС, командир ескадрону (9 лютого 945)
- Ергард Месслахер — оберштурмфюрер СС, командир 6-го ескадрону 16-го кавалерійського полку СС (9 лютого 1945)
- Йоахім Босфельд — оберштурмфюрер СС, командир 4-го ескадрону 16-го кавалерійського полку СС (21 лютого 1945)
- Герман Марінггеле — гауптшарфюрер СС, командир взводу 2-го ескадрону 15-го кавалерійського полку СС (21 лютого 1945)
- Гаррі Фенікс — гауптштурмфюрер СС, командир 2-го дивізіону 8-го артилерійського полку СС (21 лютого 1945)

### Лицарський хрест Залізного хреста з Дубовим листям (2)
- Герман Фегеляйн — оберфюрер СС, командир бойової групи (22 грудня 1942)
- Йоахім Румор — Бригадефюрер СС та Генерал-майор Ваффен-СС, командир 8-ї Кавалерійської Дивізії СС «Флоріан Гайєр» (1 лютого 1945)

### Лицарський хрест Залізного хреста з Дубовим листям і Мечами (1)
- Герман Фегеляйн — группенфюрер СС та генерал-лейтенант Ваффен-СС, командир 8-ї Кавалерійської Дивізії СС «Флоріан Гайєр» (30 липня 1944)